# 英日殿站
英日殿站（英語：Engadine Station）是雪梨城市鐵路的東郊及伊拉瓦拉線的一個沿線車站，它服務悉尼的英日殿區域。它有兩個月台，都是一邊一個月台。

## 月台服務
大部份時間每小時會在2班列車，星期一至五的繁忙時間會加設班次。有時會有南海岸線的列車停在此站。

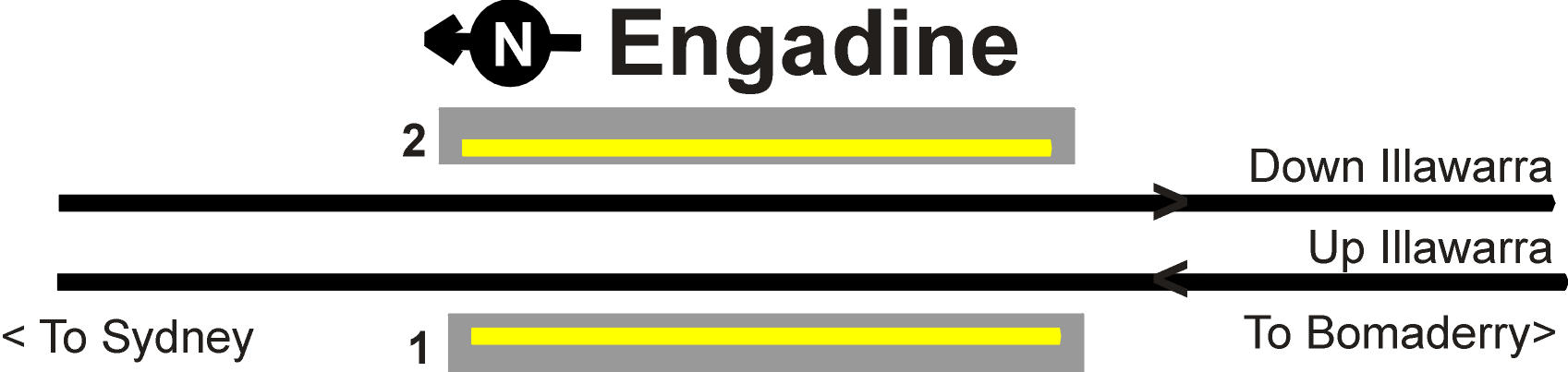
英日殿站路軌圖。

1號月台
- 東郊及伊拉瓦拉線 — 往邦迪聯運。

2號月台
- 東郊及伊拉瓦拉線 — 往瀑布。

### 傷殘人士設施
該站設有傷殘人士設施，並連接一條天橋。天橋設有升降機，使坐輪椅的人士能容易上落。

## 外部連結
| 往都會區 | 往都會區 | 路線             | 往外城 | 往外城 |
| 洛德     | ←        | 東郊及伊拉瓦拉線 | →      | 石南屋 |

1. ↑  Bureau of Transport Statistics.  (PDF). Transport NSW.   [13 July 2018]. （原始内容存档 (PDF)于2018-06-10）.
2. ↑  . City Rail.   [29 June 2009]. （原始内容存档于2010-12-17）.